# Pietà (Ercole de' Roberti)
Cette Pietà  est une  peinture en tempera sur bois de 33 × 30 cm datant de 1482 réalisée par Ercole de' Roberti, et conservée à la  Walker Art Gallery de Liverpool. 

## Histoire
Il s'agit de la partie gauche de la prédelle aujourd'hui dispersée d'un retable, celui du maître-autel de l'église San Giovanni di Monte de Bologne (avec une Prière au jardin et une Montée au calvaire). Elle atteint une monumentalité exceptionnelle grâce à l'impact de la robe noire de la Vierge et à la géométrie accentuée de sa découpe sur l'arrière-plan fantomatique.
Le panneau fut transmis au musée actuel en 1948 par un donateur non précisé.

## Iconographie
La Pietà est une figure récurrente de l'iconographie chrétienne détaillant une scène précise de la Passion du Christ, montrant la douleur de la Vierge Marie soutenant son fils Jésus après la Déposition de la Croix.
Cette représentation peut s'accompagner de figures proches (Les Maries, saint Jean, Marie-Madeleine…) ou du décor du sommet du Golgotha avec les trois croix des suppliciés.

## Description
Le Christ mort allongé sur les genoux de sa mère habillée de noir sur une chasuble blanche, ne porte que les traces de ses stigmates (plaies discrètes au flanc droit, aux mains et aux pieds).
La Vierge placée au premier plan, est assise sur le sarcophage issu du  tombeau du sépulcre dont on voit l'ouverture dans l'axe de la tête du Christ. 
Le fond du tableau au-delà des rochers, laisse apparaître  une autre scène de la Passion du Christ, l'assemblée (famille, proches, soldatesque) réunie au sommet du Golgotha, répétant la scène du supplice des trois crucifiés ayant amené à la mort puis à la déposition du Christ.

## Analyse
Cette œuvre transpose le sentiment tragique de Turà, autre protagoniste de l'école de Ferrare avec qui de' Roberti travailla, et lui donne une majesté et une grandeur cosmiques, grâce à la présence fantomatique d'un paysage où la nature est surtout évoquée comme le support privilégié de l'interrogation religieuse.
La forme de la Vierge, malgré l'absence d'un volume clairement discernable, crée l'espace en s'imposant, figure implacable par rapport à un fond à la fois agité et évanescent. Sa force tient aussi à sa structure apparemment asymétrique mais équilibrée grâce au corps du Christ. Elle s'inscrit dans un pentagone presque régulier, qui peut être aussi perçu comme forme stellaire. la souffrance s'exprime avec d'autant plus de force qu'elle est retenue par une géométrie où la vie se fige, tel le corps émacié du Christ, raidi sur la robe noire. La Crucifixion apparait tel un souvenir, augmentant le pathétique par l'étrangeté de ses silhouettes et de ses teintes.